# Magna Sport

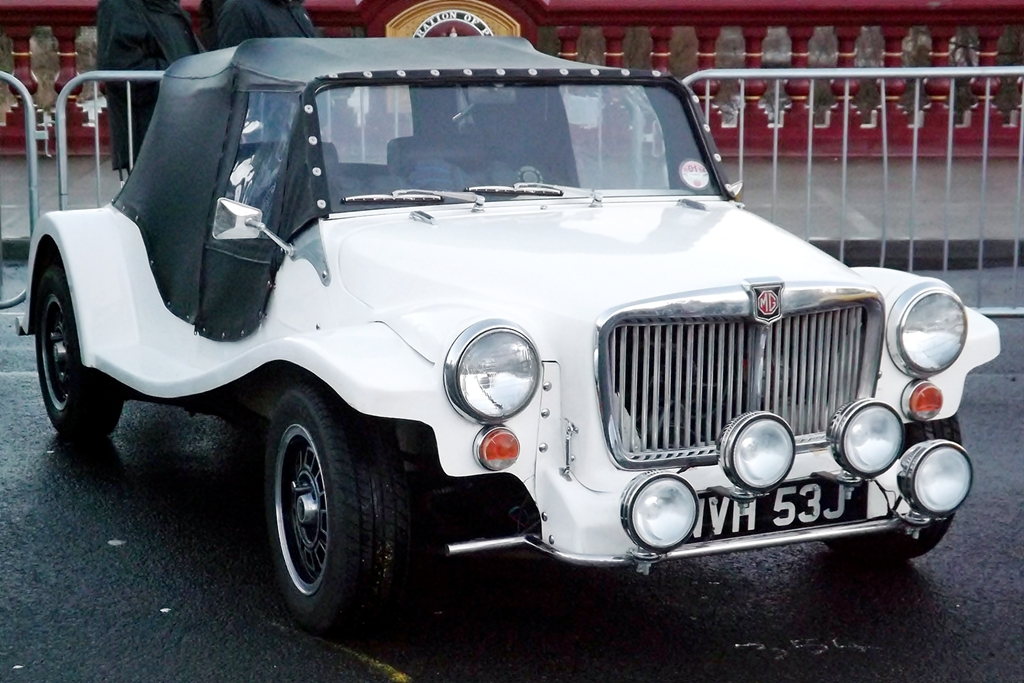
Magenta

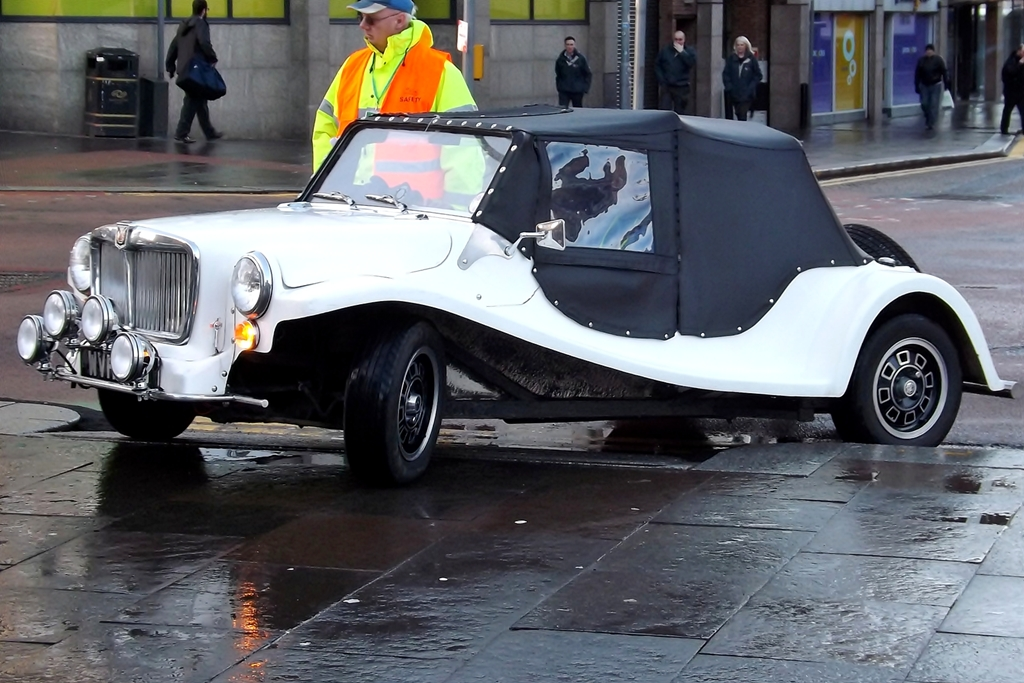
Seitenansicht

Magna Sport, vorher Lightspeed Panels, war ein britischer Hersteller von Automobilen.

## Unternehmensgeschichte
Steve Johnson gründete 1972 das Unternehmen Lightspeed Panels in Barnsley in der Grafschaft South Yorkshire. Er begann mit der Produktion von Automobilen und Kits. Der Markenname lautete Magenta. Interplan-Magenta Import aus Diez importierte die Fahrzeuge nach Deutschland. 1986 änderte sich die Firma in Magna Sport, als das Unternehmen in die damalige Grafschaft Cleveland im Nordosten Englands zog. 1988 endete die Produktion. Insgesamt entstanden etwa 600 Exemplare.

## Fahrzeuge

### Magenta
Das erste Modell von 1972 blieb bis 1988 im Angebot. Die Basis bildete ein Rohrrahmenfahrgestell. Viele Teile kamen vom Austin 1100, so auch die Radaufhängung. 1978 wurde das Fahrgestell modernisiert. Die offene Karosserie für vier Personen wird als eine Mischung zwischen traditionellem Roadster und Buggy beschrieben. Ein Hardtop mit Flügeltüren war lieferbar. Von diesem Modell entstanden rund 500 Exemplare.

### LSR
Dieses Modell erschien 1979. Es war die zweisitzige Variante des ersten Modells und basierte auf dem Ford Escort. Bis 1986 entstanden 40 Exemplare.

### Sprint
Vom ähnlichen Sprint, der auf dem Mini basierte, entstanden zwischen 1980 und 1986 etwa 20 Exemplare.

### Tarragon
Gänzlich anders war der Tarragon. Die Karosserie mit großer Heckklappe war eine Mischung aus Kombilimousine und Kombicoupé. Die Basis bildete der Ford Escort der ersten oder zweiten Generation mit Frontmotor und Hinterradantrieb. Zwischen 1982 und 1985 stellte Lightspeed etwa 35 Exemplare her.

### TXR
Der Nachfolger des Tarragon war im Heckbereich geändert worden. Er basierte nun auf dem Ford Capri. Zwischen 1985 und 1986 entstanden sieben Exemplare.